# Томас Дрессен
Томас Дрессен (22 листопада 1993 , Ґарміш-Партенкірхен, Баварія ) - німецький гірськолижник, що спеціалізується на швидкісних дисциплінах. Переможець етапів Кубка світу, учасник зимових Олімпійських ігор 2018 року.

## Спортивна кар'єра
На міжнародних змаганнях п'ятнадцятирічний Томас Дрессен дебютував 2008 року. 2011 року в складі німецької збірної взяв участь у чемпіонаті світу серед юніорів, але не здобув там медалей. Рік по тому на аналогічному турнірі виборов срібну медаль в гігантському слаломі, поступившись менш як секундою норвежцеві Генріку Крістофферсену. 2014 року на молодіжній першості у словенській Ясні став віце-чемпіоном у швидкісному спуску.
У кубку світу німецький спортсмен дебютував у лютому 2015 року у швидкісному спуску на етапі в австрійському Зальбах-Гінтерглеммі, де посів 39-те місце. У листопаді того ж року набрав перші залікові бали, посівши 23-тє місце у швидкісному спуску в канадському Лейк Луїзі.
2017 року Томас Дрессен дебютував на чемпіонаті світу, де взяв участь у трьох дисциплінах. У швидкісному спуску та комбінації він посідав місця в другій десятці (12-те та 14-те відповідно), а в супергіганті не фінішував.
На початку олімпійського сезону 2017-2018 Дрессен потрапив на перший для себе п'єдестал пошани на етапі Кубка світу, ставши третім у Бівер-Кріку на дистанції швидкісного спуску. Місяць по тому німець сенсаційно виграв етап у Кіцбюелі на знаменитій трасі «Штрайф», ставши першим від 1979 року німецьким переможцем у Кіцбюелі (тоді перемогу здобув Зепп Ферстль).
На Олімпійських іграх у Пхьончхані Дрессен виграв швидкісний спуск у рамках комбінації, але не надто вдало провів слаломну спробу і в підсумку посів дев'яте місце, поступившись двома з половиною секундами переможцю Марселеві Хіршеру. У супергіганті посів 12-те місце, а у швидкісному спуску був п'ятим.
30 листопада 2019 року на етапі Кубка світу в канадському Лейк-Луїзі Томас здобув свою третю перемогу у швидкісному спуску. У лютому 2020 року німець виграв ще два етапи у швидкісному спуску — в Гарміш-Партенкірхені та Зальбаху. За підсумками сезону Дрессен став другим у заліку швидкісного спуску, поступившись лише швейцарцю Беатові Фойцу. У заліку супергіганта та загальному заліку Кубка світу Дрессен посів 9-те місце.

## Результати в Кубку світу
Усі результати наведено за даними Міжнародної федерації лижного спорту.

### Підсумкові місця в Кубку світу за роками
| Сезон | Вік | Загальний залік | Слалом | Гігантський слалом | Супергігант | Швидкісний спуск | Гірськолижна комбінація |
| ----- | --- | --------------- | ------ | ------------------ | ----------- | ---------------- | ----------------------- |
| 2016  | 22  | 109             | —      | —                  | —           | 43               | 30                      |
| 2017  | 23  | 68              | —      | —                  | 31          | 25               | 39                      |
| 2018  | 24  | 8               | —      | —                  | 11          | 3                | 8                       |
| 2019  | 25  | 89              | —      | —                  | 34          | 34               | —                       |
| 2020  | 26  | 9               | —      | —                  | 9           | 2                | —                       |

### П'єдестали в окремих заїздах
- 5 перемог – (5 ШС)
- 10 п'єдесталів – (7 ШС, 3 СГ)

| Сезон | Дата              | Місце проведення      | Дисципліна       | Місце |
| ----- | ----------------- | --------------------- | ---------------- | ----- |
| 2018  | 2 грудня 2017     | Бівер Крік, USA       | Швидкісний спуск | 3-тє  |
| 2018  | 20 січня 2018     | Кіцбюель (Австрія)    | Швидкісний спуск | 1-ше  |
| 2018  | 10 березня 2018   | Kvitfjell (Норвегія)  | Швидкісний спуск | 1-ше  |
| 2018  | 15 березня 2018   | Åre (Швеція)          | Супергігант      | 3-тє  |
| 2020  | 30 листопада 2019 | Lake Louise (Канада)  | Швидкісний спуск | 1-ше  |
| 2020  | 20 грудня 2019    | Валь-Гардена (Італія) | Супергігант      | 3-тє  |
| 2020  | 18 січня 2020     | Венґен (Швейцарія)    | Швидкісний спуск | 3-тє  |
| 2020  | 1 лютого 2020     | Ґарміш (Німеччина)    | Швидкісний спуск | 1-ше  |
| 2020  | 13 лютого 2020    | Зальбах (Австрія)     | Швидкісний спуск | 1-ше  |
| 2020  | 14 лютого 2020    | Зальбах (Австрія)     | Супергігант      | 3-тє  |

## Результати на чемпіонатах світу
Усі результати наведено за даними Міжнародної федерації лижного спорту.
| Рік  | Вік | Слалом | Гігантський слалом | Супергігант | Швидкісний спуск | Гірськолижна комбінація |
| ---- | --- | ------ | ------------------ | ----------- | ---------------- | ----------------------- |
| 2017 | 23  | —      | —                  | НФ          | 12               | 14                      |
| 2021 | 27  |        |                    |             |                  |                         |

## Результати на Олімпійських іграх
Усі результати наведено за даними Міжнародної федерації лижного спорту.
| Рік  | Вік | Слалом | Гігантський слалом | Супергігант | Швидкісний спуск | Гірськолижна комбінація |
| ---- | --- | ------ | ------------------ | ----------- | ---------------- | ----------------------- |
| 2018 | 24  | —      | —                  | 12          | 5                | 9                       |